# Хераклит Несторов
Хераклит Иванов Несторов е цигулар и диригент.

## Биография
Роден е през 1896 г. в Море сюр Лоан, Франция. Учи цигулка и хармония в Консерваторията във Фрибур и в Академията за музика във Виена (1912 – 1915). От 1920 г. е диригент, а от 1921 г. цигулар във Виенската филхармония. Умира по време на бомбардировките в Берлин през 1940 г.

## Творчество
Негови композиции са „Един летен ден“ (1921), „Пиеси за пиано“ (1926), „Ноктюрно“ за виола и пиано (1928), „Епизоди“ за пиано, „Поема ноктюрно“.
Част от личния му архив се съхранява в Централен държавен архив. Той се състои от 8 архивни единици от периода 1919 – 1942 г.